# 恐竜・怪鳥の伝説
『恐竜・怪鳥の伝説』（きょうりゅう・かいちょうのでんせつ、英題：The Legend Of Dinosaurs And Monster Birds）は、1977年4月29日に公開された東映京都撮影所製作の特撮映画。
富士山麓西湖に現れた恐竜（プレシオサウルス）と怪鳥（ランフォリンクス）の死闘を軸にしたパニック映画である。

## あらすじ
1977年夏、樹海での自殺未遂から生還した女性が、巨大な「石の卵」を目撃した旨を述べて息絶える。世界を股にかけて石材を調達している石材会社の嘱託社員で、学生時代は地質学を専攻していた石のスペシャリストである芦沢節は、富士樹海での「巨大な卵発見」のニュースを聞きつけ、自らが企画して旅立つ予定のメキシコ出張を即座に取りやめると社長の苦言も聞かず、その日のうちに富士山麓へある目的のために旅立った。
現地には、芦沢の恋人である女性カメラマンの小佐野亜希子と、その助手の園田淳子がいた。西湖の近くでは馬の首なし死体が発見される、プレシオサウルスらしき写真が撮影されるなどの怪現象が相次ぎ、ついに水中撮影中の亜希子を待っていた淳子が、何者かに下半身を食いちぎられるという事件が発生。恐竜の存在を確信した村役場は湖岸を封鎖して調査団を受け入れたが、最新の機材を投じても成果は上がらなかった。
実は、芦沢の父は富士樹海での恐竜生存説を訴えていた古生物学者だったが、恐竜生存実証ができず、失意の中この世を去った。そしてその主張は現在も認められてはいなかったが、生前に芦沢の父もまた同じ場所で、例の石の卵と同じモノを発見していたのだ。
芦沢は、父の言葉通り恐竜が富士の麓に眠っているのかを、どうしても自分の目で確かめたかった。彼は無断で湖底の捜索を始めたが、それを知らない村役場は爆雷を投下して湖底から恐竜を追い立てようと目論む。しかし、そのとき湖岸にランフォリンクスが飛来する。村民たちは猟銃で抵抗を試みるも、混乱の中で予備の爆雷が誤射されて大爆発が発生し、村民と野次馬たちは全滅した。一方、芦沢は亜希子に救出され、水中洞窟を抜けて辿り着いた樹海でプレシオサウルスに遭遇する。
芦沢と亜希子はプレシオサウルスに襲われるが、そこにランフォリンクスが飛来し二大恐竜の戦いとなる。一方、恐竜復活の原因である富士山の火山活動が活発化し、やがて恐竜たちも溶岩と地割れに飲み込まれていく。火の海と化した樹海の中で、芦沢は崖から落ちそうな亜希子を救うべく懸命に手を伸ばし、ついに亜希子が彼の手を掴む。しかし、彼らの安否は明らかにならぬまま物語は幕を閉じる。

## 登場キャラクター

### 恐竜プレシオサウルス
前世紀（中生代）の首長竜が現在まで生き残っていたもの。性格は人々を襲うなど非常に凶暴である。自然環境の変化でこの地域だけ太古が再現されて眠りから覚め、同様に蘇ったランフォリンクスと宿命の対決を演じる。
- 予告篇ではプレシオザウルスとなっている。
- 造形物は縮尺を想定しながら、操演用の人形や着ぐるみなどを含めて4種類を制作し、他にも実物大の頭部やヒレを制作するなど、大橋史典が主宰する大橋工芸社では、5人で4か月を要した[3]。
- 本物と同様にヒレ足だが、ポスターのイラストでは水かきのついた前足になっている。

### 怪鳥ランフォリンクス
富士樹海付近の自然環境の変化で、化石化していた卵が孵化して蘇った前世紀（中生代）の翼竜。性格は凶暴で、人々や家畜を上空から襲う。同様に蘇ったプレシオサウルスと壮絶な対決を演じる。
- 予告篇ではランホリンクスとなっている。
- 造形物は4分の1の縮尺を想定しながら、操演用の人形を制作し、他にも実物大の頭部や足など複数を造形している[3]。
- 劇中では1体しか登場しないが、ポスターのイラストでは3体が描かれている。

## 登場兵器
- 爆雷
- 73式大型トラック
- 1/4tトラック

## スタッフ
- 企画：橋本慶一
- 脚本：伊上勝、松本功、大津一郎
- 撮影：塩見作治
- 照明：井上孝二
- 録音：荒川輝彦
- 美術：雨森義允
- 音楽：八木正生
- 編集：市田勇
- 監督補佐：依田智臣
- 助監督：野田和男、河村満和
- 記録：石田照
- 装置：稲田源兵衛
- 装飾：白石義明
- 擬斗：三好郁夫
- 進行主任：清水悦夫
- 美粧：枦川芳昭
- 結髪：山崎幹子
- 衣裳：松本俊和
- 背景：西村三郎
- スチール：木村武司
- 演技事務：西秋節生
- 和楽：中本敏生
- 造形・操演：大橋史典
- 操演協力：大林義満
- 水中撮影：望月昭伸、山入端キヨ子(水中造形センター)
- 船舶電子機器協力：古野電気株式会社
- 現地協力：足和田村役場、富士西湖民宿組合、常盤工務店、山梨放送、山梨日日新聞社
- 主題歌 「遠い血の伝説」「終章」 唄：宮永英一 （紫）、作詞：山川啓介、作編曲：八木正生
- 監督：倉田準二

## キャスト
- 渡瀬恒彦：芦沢節（あしざわたかし）。ユニバーサルストーン社員。父は古生物学者。
- 沢野火子：小佐野亜希子。水中カメラマン
- 林彰太郎：谷木明。新聞記者
- 清島智子：園田淳子。亜希子の助手
- 牧冬吉：椋正平。中学校教師
- 諸口あきら：諸口あきら。カントリー歌手
- ボウ・やたにとザ・ラスト・ロングホーン・バンド：末松よしみつ・ピーター藤井・柵木たけとし・岡本秀雄。カントリーバンド
- 中村錦司：坂井秀行
- 滝沢双：島本二郎
- 司裕介：平野進
- 奈辺悟：杉山安
- 丸平峰子：瀬川由紀
- 宮前ゆかり：高見弘子
- 有川正治：新宅清太郎
- 名和広：宮脇昌彦
- 唐沢民賢：上村
- 宮城幸生：小林
- 山下義明：井上
- 岩尾正隆：島田
- 野口貴史：湯浅
- 細川ひろし：長井。スキンダイバー。
- その他；大木晤郎、大辻愼吾、大城泰、鳥巣哲生、ディビッド・フリードマン、モーリン・ピーコック、キャサリン・ラブ、藤沢徹夫、岡島艶子、白井孝史、福本清三、友金敏雄、西田治子、志茂山高也、高谷舜二、鰐石鈴子、漆原規美子、山口有紀子、平山孝広、横道奈那美

## 製作

### 企画
東映作品が海外で売れるようになったのは、岡田茂が社長に就任して海外販売に力を入れるようになって以降で、1974年頃から岡田が「これからは東映も輸出映画を作って稼いでいかなければいけない」と決心し、映連幹部として海外の映画祭や見本市などで日本代表団団長を務める機会も増え、洋画の買い付けと合わせ、千葉真一や志穂美悦子らのカラテ映画、『新幹線大爆破』、マンガ映画などを自ら海外各国へ売り込んでいた。
この過程で「海外では一風変わった仕掛けのものに食いつく」「後進国には娯楽映画しか受けない」「これまでのヤクザやポルノだけではなく、企画に幅を持たせねばならぬ」「日本映画は開拓すれば大変な市場になる」などという感想を持った。また洋画配給会社の幹部と付き合いを深め、洋画をよく研究し、『ジョーズ』も地方の東映封切館で上映を命じていた。岡田は「アメリカ映画で流行ったものは、必ず何ヶ月後に日本で流行る。洋画で流行っているものは、必ず邦画にもその流れが来るはずだ」という持論であったため、特にアメリカで『ジョーズ』など、それまでの西部劇やミュージカルなどとは全く違う特異な傾向を現すパニック映画やホラー映画ばかりが掛かる現実を見て、「日本も方向を大きく変えないといけない、それにはトップが頭を切替なくてはならない」と意を決し、「洋画のヒット作の趨勢と呼応する"話題性"を軸にした"見世物映画"を作りたい」と考え、製作部や国際部との打ち合わせで、「怪獣映画が一番いけるだろう」という結論に達した。
矢島信男は『ジョーズ』の日本公開中に岡田社長から「特撮ものを作りたいという相談を受けた」と証言している。実録路線、アクション映画の行きづまりがあり、『犬神の悪霊』とともに、1977年の異色作として製作を決めた。
これまで天才的な閃きで幾多のヒット作を生み出し、東映の危機を救ってきた同社社長・岡田茂の、アイデアが枯渇したその一本が本作品である。「洋画のあれ、面白かったから焼き直せ」それがこの当時の岡田の口癖だった。『スター・ウォーズ』が1978年夏の日本公開までには一年のブランクがあることを知り『宇宙からのメッセージ』を製作。『エクソシスト』や『オーメン』といったオカルト映画がブームになれば「ええ企画思いついた。『地獄』やれ」。『ジョーズ』の大ヒットで動物パニック映画が流行れば「『恐竜・怪鳥の伝説』なんて題名。おもろいやろ。やれ」と思い立ち、本作品の製作に至った。『地獄』『恐竜・怪鳥の伝説』両作品の製作責任者だった翁長孝雄は「ヒモで恐竜を引っ張っているのが見え見えで、恥ずかしかったですよ。どちらも、おそろしいほどコケました。『なんやこの企画』と思っても、社長企画だから断れないんですよ。かなり勇気がないと」と述べている。岡田体制もすっかり固まり、ワンマンぶりは各社の中で随一で、岡田の注文が強烈に反映され、誰も意見を言い返せる者はいないという状況になっていた。

### 製作発表
1976年10月にクランクインし、鈴木則文監督の『ドカベン』との二本立てで1977年のゴールデンウィーク公開は1976年中に決まった。製作が公表されたのは1977年1月18日に東京プリンスホテルで東映が関係者を集めて年賀パーティを行った席で、当時東映は年間や半年のラインアップを発表していなかったが、1977年に年間配収百億円に挑戦する意味もあり、1977年の年間ラインアップを発表し、この中に『恐竜・怪鳥の伝説』のタイトルも公表された。岡田社長は「冒険主義と常識主義をないまぜていく。冒険主義の例は『恐竜怪鳥の伝説』、これは世界にも売れるだろう」と話した。業界関係者からは「『恐竜怪鳥の伝説』は東映の路線脱皮の一つの表れ。1977年年間ラインアップを見るとスター・システムにはそれほど依存せず、東映洋画との連携プレイも今後増え、東映独自の路線は薄くなるのでは」と見られた。
1977年2月25日に東映本社で、1977年3～5月の決定番組発表があり、「『恐竜・怪鳥の伝説』は『ドカベン』との二本立てで、4月29日から5月13日までの二週間の興行で勝負作となる。ターゲットを中学生の大量動員に絞り、1億円の超大型宣伝費を投入し、TVに比重を置いたゴールデンタイムのTV集中スポットなど、新しい思い切ったプランニングを展開する」と発表した。また登石雋一東映企画製作部長が、映画誌のインタビューで「ここ数年、ゴールデン・ウィークはアウト・ドア・レジャーといいますか、それに流れる傾向が出ていまして、東映本来のアクションを組んでも（興行成績が）良くないんです。それで今年はガラリと変えて中学生から小学生の高学年狙いにしました。しかし正直いってこれは大冒険で、やってみなきゃ分からない部分はあります。『恐竜・怪鳥の伝説』は企画としては特別目新しいものではないかもしれませんけど、特撮ものはコストが非常にかかりますので、日本だけのマーケットではとても回収しきれない。今回は東映国際部が非常に動いてくれまして、事前セールスといいますか、青田売りといいますか、随分活発にやってくれまして一応の線は安心して原価もかけられるという状態です。しかし『恐竜・怪鳥の伝説』だけでは、なかなかパブリシティの面でも売りにくい部分がありますので、いま最高に人気があります『ドカベン』をくっつけて、というよりむしろ『ドカベン』で少年たちを呼び込もうという狙いでセットしたわけです」などと話している。『恐竜・怪鳥の伝説』はクランクイン前に海外で1億5,000万円の契約を成立させていた。

### 脚本
1975年12月に日本国内でも公開され大ヒットを記録した『ジョーズ』や、ネス湖におけるネッシーの発見報告など、当時の動物パニック映画や未確認動物ブームなどを背景に企画がスタート。日本だけではなく世界市場も視野に入れた企画内容で、日本の象徴である富士山を舞台に、ネス湖を富士五湖、恐竜を竜神伝説に置き換えることで東洋の神秘をアピールした。
製作にあたっては、東映京都撮影所でプロデューサーの補佐を手掛けていた大津一瑯も企画に参加。東京（東映東京撮影所?）で怪獣物を多く手掛けていた伊上勝に脚本を依頼して、プロデューサーの橋本慶一も交えながら打ち合わせを行うが、シノプシスが上がってこないまま、1976年夏に予定した撮影開始への期日も切迫。当時の製作部長だった翁長孝雄が急遽、大津に本作品のストーリー執筆を命じた。その時点では、岡田社長の「恐竜と始祖鳥が闘う」という案しか決まっておらず、大津は一晩一睡もせずに企画製作意図やストーリーを執筆。それらは即座に企画書へと印刷され、「全世界配給という企画のもと、神秘の国日本に抱く外国人の夢と憧れを満足させる作品」という製作意図に基づきながら、竜神伝説や神話など竜にまつわる日本各地の語り伝えも下敷きにした、新たな企画をスタート。大津と松本功が、本作品の脚本へと参加することになった。その後、海外市場を意識した岡田の意見で、映画の舞台を薩南諸島の鬼界ヶ島から富士五湖や、恐竜と始祖鳥をプレシオサウルスとランフォリンクスに変更。当時の大ヒット作だった『ジョーズ』や『悪魔の追跡』『恐竜の島』などの映画、さらには当時の話題だったネス湖のネッシーや魔のバミューダ海域なども意識しながら、大津と松本が共同で構成を作り、撮影開始への期日も切迫する中、脚本の前半は松本、後半は大津という形で分担しながら突貫作業で脚本を執筆する。撮影用の台本は1976年9月3日に完成したが、1976年夏の予定だったクランクインも10月12日へと遅延することで、本作品の撮影は真夏のシーンを真冬に強行するという厳しい環境に変化。橋本慶一プロデューサーの手伝いという立場で脚本も執筆した大津は、撮影現場の出演者やスタッフから冷たい目で見られることになった。

### 撮影
当時の邦画では異例の長期撮影期間（通常は3ヶ月以内だが、本作品の撮影日数は1976年10月12日のクランクインから、翌年の1977年3月21日のクランクアップまで6ヶ月間を要している。）と7億5千万円の製作費を投じており、『新幹線大爆破』や『宇宙からのメッセージ』とともに、海外輸出で外貨を稼ぐ作品になった。特撮用の経費は1億5千万円で、製作前にはアメリカ合衆国のシネマ・プロダクツ社から、最新の合成機材であるFPC-101（フロントプロジェクション）を4千500万円で購入。プレシオサウルスやランフォリンクスなどの造形物にも2千万円を要しており、東映京都撮影所では最大の広さのスタジオ内に24メートル四方のプールを建設。プール内における水中撮影の多用や、ビデオカメラを使った撮影確認作業の初導入などで、長期の撮影期間を要した。
「水中から引き上げた人体の下半身が無い」などのショックシーンには『ジョーズ』の影響を見て取れる。キャラクター造形
本作品における造形担当は『怪獣王子』などで知られる大橋史典であり、操演用ミニチュアや着ぐるみ以外に、実物大のプレシオサウルス頭部や馬の死骸などの造形物も、劇中に提供していた。大橋が映像作品の造形を担当したのは『怪獣王子』以来であり、本作品が最後となった。

## 宣伝
宣伝は小・中学生に絞った。宣伝費1億円。本作品の公開時に、『月刊少年チャンピオン』（秋田書店）昭和52年5月号に、居村眞二によって読み切り漫画として掲載されていた。また恐竜と怪鳥の戦いを『ドカベン』同様、『少年チャンピオン』、『少年ジャンプ』『少年キング』『冒険王』などの少年コミック誌、子供新聞、テレビ番組でパブリシティを効かせ、試写会のほか、秋田書店とのタイアップで全国の書店にポスター1万5,000枚を掲出した。またターゲットの小・中学生を対象に、チラシ650万枚、シオリ57万枚、まんがまつり共通券235万枚、読売新聞50万枚、ナイル・スポーツ店100万枚の合計1,000万枚の割引券を宣伝カーを使って手渡しで配った。東京周辺では多摩動物公園、東京サマーランド、向ヶ丘遊園、豊島園、川崎球場、後楽園球場、レコード店などで割引券を大量に配布した。

### キャッチコピー
- 霧深い富士五湖に《太古》は生きていた！
- 日本に恐竜がいた！
- 富士五湖の底深く
- 死滅したはずの巨大な
- 生き物が動き出した！

## 興行
1976年夏に開始予定だった撮影の遅れや長期化で、翌年のゴールデンウィーク公開が決まった本作品は、1977年2月16日にクランクインした鈴木則文監督の『ドカベン』との二本立てが、1977年2月25日にあった東映の1977年5月までの確定番組発表の記者会見でも発表された。東映がゴールデンウィークに子供番組を掛けるのはこれが初めて。1977年4月19日の記者会見で初めて『恐竜・怪鳥の伝説』『ドカベン』に『池沢さとしと世界のスーパーカー』を加えた三本立てになると発表された。
1977年2月25日にあった東映3月後半から5月後半予定番組の記者会見では「1977年5月14日からは『空手バカ一代』と『ピラニア軍団もの』」と書かれているが、ピラニア軍団の映画はこの時は製作されなかった。
1977年4月19日の記者会見では5月14日からは「『空手バカ一代』と『ドカベン』のロング（続映）」と書かれている。当時は小林旭主演の日活映画など旧作のリバイバルが人気を呼んでおり、東映では1977年5月14日から赤木圭一郎主演の日活映画『霧笛が俺を呼んでいる』と『拳銃無頼帖 抜き射ちの竜』のリバイバル公開を、本作品の公開前に決定したとする書かれた文献もある。このため本作品も含めた3本立ては公開前の時点で、最初から2週間限定の興行だったとされる。実際は1977年5月14日から、千葉真一主演の『空手バカ一代』とその日活作品のリバイバル二本を合わせた三本立てで公開された。　

## 作品の評価

### 海外セールス
1976年12月4日の神戸三宮東映・ニューセンター東映プラザの開館に出席した岡田社長が記者会見で「『恐竜怪鳥の伝説』は脚本を見せるだけで中南米に13万ドルで売ってきたが、ワーナーにも売り込みを開始している」と話すなど、岡田が事前売りを是非やれと国際部にハッパをかけ、1977年4月29日の国内封切前に、東映国際部が初めて事前セールスを行い、1976年10月のミラノ国際映画見本市を皮切りに、11月のテヘラン国際映画祭、中南米、アフリカなどで事前セールスを展開し、予想以上の反響があり1976年中にフランス、オランダ、イタリア、エジプト、南アフリカ共和国、カナダ、コロンビアと東南アジアの海外17ヶ国、成約額は50万ドル（当時の邦貨で1億5000万円）に達した。洋画ではよくあるケースだったが、日本映画が完成前に売れたのは初めてのケースで、カラテ映画や『新幹線大爆破』を作った東映で、かつて『トラ・トラ・トラ!』や、1974年に『ザ・ヤクザ』を作った同じ東映京都撮影所で作る映画であるという信用から、完成前に事前契約成立を可能にした。
ソ連では公開時に観客4,870万人を動員し、ソ連で公開された外国映画の中では史上19番目に高い興行収入を記録するなど歴史的大ヒット作となった（ソビエト連邦の歴代興行成績上位の映画一覧）。

### 国内
『ぴあシネマクラブ』には「海外配給を大々的に宣伝したが、成績は不明である」と記述されている。期待したほどの成績は上がらず、赤字だったとされる。『映画年鑑』には「ブームになったSFとオカルトにも挑戦『恐竜・怪鳥の伝説』『犬神の悪霊』を製作したが、不得意なジャンルで失敗した」と書かれた。本作品も含め、東映は1977年上半期に赤字番組が続き、長らく配収トップの座を堅持していた東映は『八甲田山』がメガヒットした東宝にその座を脅かされる事態となった。岡田は1978年7月のインタビューで「『恐竜・怪鳥の伝説』は日本で評判が悪かったが、細かくあちこち売りまくって80万ドル（当時の邦貨で2億4,000万円）売っている」と話している。　

### 著名人による評価
杉作J太郎は、映画『ジュラシック・ワールド』は本作品とプロットが酷似していると指摘している。

## 映像ソフト
2005年4月21日に東映ビデオよりDVDが発売された。

## サウンドトラック
恐竜・怪鳥の伝説 オリジナル・サウンドトラック（2019年10月23日/CINEMA-KAN/規格番号CINK-76）
本編音源と、ボーナストラックに主題歌、挿入歌、未使用音源が収録されている。また、恐竜、怪鳥が戦う音声も収録されている。

## 配信
2011年8月から2014年7月まで、「東映特撮YouTubeOfficial」にて本作品の配信が行われたほか、映画『大怪獣のあとしまつ』公開記念として2022年1月28日より再配信が行われている。

## 同時上映
『ドカベン』（実写映画版）
- 主演：橋本三智弘 / 監督：鈴木則文

『池沢さとしと世界のスーパーカー』
18分のおまけ短編。東映東京製作。監督は山口和彦監督作品などに助監督として就いていた深町秀煕。ナレーションを高月忠、音楽を長戸大幸が担当している。『週刊少年ジャンプ』に連載中だった池沢さとしの漫画『サーキットの狼』の実写化計画が東映に1976年からあり、1977年になってこの年の夏休み興行『トラック野郎・度胸一番星』との併映作の候補として浮上し、興行結果を見るため、同作が追加された。当時の小中学生の男の子にとっては嬉しいおまけだった。『サーキットの狼』で取り上げて人気を博したスーパーカーなどを紹介。YouTube「東映シアターオンライン」2023年5月の企画「1970年代ムーブメント特集」として、2023年4月29日12:00（JST）から同年5月7日23:59（JST）まで無料配信が行われている。